# Peter Kenilorea
Peter Kenilorea KBE (Malaita, 23 de maio de 1943 – Honiara, 24 de fevereiro de 2016) foi um político salomonense, denominado oficialmente The Rt Hon. Sir Peter Kenilorea como membro do Conselho Privado do Reino Unido.
Kenilorea nasceu na Vila Takataka na ilha de Malaita, da etnia de 'Are'are. Ele foi treinado como um professor para a Igreja Evangélica Mares do Sul e um co-fundador da Solomon Islands Christian Association. Quando jovem, ele ajudou a fundar o Partido Unido das Ilhas Salomão.
Nas eleições gerais de 1973 ele correu na "circunscrição de Are'are, perdendo para David Kausimae. Até o momento das eleições de 1976, o eleitorado foi dividido e Kenliorea foi eleito para o Parlamento na Circunscrição do Leste de Are'are". Tornou-se Ministro Chefe das Ilhas Salomão no mesmo ano e levou o país a independência do Reino Unido em 1978. Ele então serviu como o primeiro-ministro das Ilhas Salomão até 1981, e novamente de 1984 a 1986. Ele serviu como Ministro do Exterior de 1988 a 1989 e de 1990 a 1993.
Na sequência de combates entre a Força da Águia de Malaita e o Movimento de Libertação de Isatabu, Kenilorea foi, juntamente com Paul Tovua, co-presidente das conversações de paz, e ele se tornou presidente do oitavo membro Monitoramento da Paz do Conselho, que foi criado em agosto de 2000. no sétimo parlamento, que foi saturado de 2001 a 2005, ele foi presidente do parlamento.
Ele era um candidato para o cargo do governador geral em meados de junho de 2004, mas ele recebeu apenas 8 de 41 votos no Parlamento, ficando em segundo lugar, atrás de Nathaniel Waena, que recebeu 27 votos. Após a eleição geral de 2006, ele foi reeleito como presidente do Parlamento sem oposição em abril de 2006. Ele ocupou o cargo até 2010.
Em seguida, ele procurou voltar ao Parlamento, e era um candidato mal sucedido em uma eleição suplementar no Leste de 'Are'are em agosto de 2012. Ele morreu no dia 24 de fevereiro de 2016.